# Поворознюк Іван Семенович
Іва́н Семе́нович Поворозню́к (нар. 20 листопада 1920 — пом. 9 серпня 1943) — радянський військовик часів Другої світової війни, командир танкового взводу 119-го окремого танкового полку (10-а гвардійська армія, Західний фронт), старший лейтенант. Герой Радянського Союзу (1944).

## Життєпис
Народився 20 листопада 1920 року в селі Великі Трояни Балтського повіту Одеської губернії УСРР (нині — Благовіщенського району Кіровоградської області) в селянській родині. Українець. Здобув неповну середню освіту. Працював у місцевому колгоспі, був комсомольським активістом.
До лав РСЧА призваний восени 1939 року Грушківським РВК Одеської області. Закінчив полкову танкову школу молодших командирів та офіцерські курси. Учасник німецько-радянської війни з вересня 1941 року.
Особливо командир танкового взводу 119-го окремого танкового полку старший лейтенант Поворознюк Іван Семенович відзначився в боях під Єльнею і Смоленськом. 7 серпня 1943 року на чолі танкового взводу прорвався до околиці села Веселухи, потім — до центру села. Виявивши розташування вогневих точок ворога, повернувся до своєї частини. 9 серпня в бою за висоту 233,3 його танк придушив ворожу батарею, але був підбитий. З палаючої машини офіцер вів кулеметний вогонь, кидав гранати через сигнальний люк, підбив САУ супротивника. Загинув у цьому бою.
Похований в селі Веселуха Спас-Деменського району Калузької області.

## Нагороди
Указом Президії Верховної Ради СРСР від 3 червня 1944 року за зразкове виконання бойових завдань командування на фронті боротьби з німецькими загарбниками та виявлені при цьому відвагу і героїзм, старшому лейтенантові Поворознюку Івану Семеновичу присвоєне звання Героя Радянського Союзу з врученням ордена Леніна і медалі «Золота Зірка» (посмертно).
Також бів нагороджений орденом Червоної Зірки (28.01.1943).

## Пам'ять
Ім'ям Івана Поворознюка названо вулиці в рідному селі та в місті Ульяновка.